# جامو
جامو شهری مرزی در غرب ایالت جامو و کشمیر در کشور هندوستان است. جامو بزرگترین شهر در بخش جامو و پایتخت زمستانی ایالت جامو و کشمیر است. رود تاوی از میان این شهر می‌گذرد. جامو با پاکستان هم‌مرز است و از آن راه‌آهن می‌گذرد.